# Дочери Ольфы
«Дочери Ольфы» или «Четыре дочери» (фр. Les filles d'Olfa) — документальный фильм тунисского режиссёра Каутер Бен Ханья. Его премьера состоялась в мае 2023 года на Каннском кинофестивале.

## Сюжет
Главная героиня фильма — женщина, дочери которой бежали в Ливию, чтобы вступить в ИГИЛ.

## Премьера и восприятие
Премьерный показ картины состоялся в мае 2023 года на Каннском кинофестивале. Картина участвовала в основной программе.